# El Jaqués
El Jaqués és una masia abandonada i en ruïnes del terme de Lludient, a la comarca castellanoparlant de l'Alt Millars, al País Valencià. L'any 1940 tenia 7 habitants. Està situada al nord-oest del terme municipal, a prop de l'Atalaya, un dels cims més importants de la localitat, amb 858,60 msnm. A la seua vora passa el barranc del Jaqués. Aquest curs d'aigua està documentat amb aquesta denominació des del segle xviii, però no la masia, que no apareix als registres fins al segle xix.